# マレーアカニシキヘビ
マレーアカニシキヘビ（馬来赤錦蛇、学名：Python brongersmai）は、ニシキヘビ科ニシキヘビ属に分類されるヘビ。別名ブラッドパイソン、マラヤンアカニシキヘビ。

## 分布
インドネシア（スマトラ島東部、バンカ島）、シンガポール、タイ南部、マレーシア（マレー半島）

## 形態
最大全長275cm。体形は太短い。体色は赤い個体が多く、黄色や褐色の斑紋が入る。体色が和名や英名（Blood＝血）の由来になっているが、変異も大きい。腹面の鱗（腹板）は170枚前後。尾は短い。
頭部は大型ではないものの、首が細いため目立つ。眼上板は2枚。眼と上唇の鱗（上唇板）が接する。一番前の頭頂板が中央で接する。

## 生態
沼地や湿地、水田等に生息する。水にも潜る。
食性は動物食で、主に小型哺乳類を食べる。
繁殖形態は卵生。メスは卵の周りにとぐろを巻いて、卵を保護する。

## 人間との関係
生息地では食用として食べられることもある。皮は革製品として利用される。
ペットとして飼育されることもあり、日本にも輸入されている。動物愛護法の改正により、2007年現在本種を飼育することに対しての法規制はない。野生個体の流通が多いが、近年は繁殖個体も流通する。繁殖個体ではいくらか慣れる個体もいるが、性格は基本的に荒い。全長に対して非常に太く、他2種の広義のアカニシキヘビに比べて大型種のため、飼育にあたっては大型のケージが必要になる。また乾燥に非常に弱く、保湿力に優れた床材や全身が浸かる事のできる水入れも必要になる。
ただし、湿度を70〜80%に保つ事が出来れば、水入れは必須ではない。また、大量の尿を排出するため、床材はまめに交換する事が望ましい。その為、ペットシーツが経済的にもベターである